# KHL–NHL mérkőzések
Míg 1976 és 1991 között a Super Series keretében rendeztek mérkőzéseket szovjet és NHL jégkorongcsapatok között, poszt-szovjet csapatok NHL csapatok elleni mérkőzésére nem került sor 2008-ig. Ekkor a Metallurg Magnyitogorszk New York Rangers elleni mérkőzésére sor került a 2008-as Victoria-kupán. 2010-ben játszott először a szovjet blokk összeomlása után poszt-szovjet helyszínen mérkőzést NHL csapat.

## Mérkőzések listája
| Időpont          | Helyszín                 | KHL csapat               | Eredmény | NHL csapat          | Esemény                               |
| ---------------- | ------------------------ | ------------------------ | -------- | ------------------- | ------------------------------------- |
| 2008. október 1. | PostFinance Arena, Bern  | Metallurg Magnyitogorszk | 3–4      | New York Rangers    | 2008-as Victoria-kupa                 |
| 2010. október 4. | Szentpétervári Jégpalota | SZKA Szentpétervár       | 5–3      | Carolina Hurricanes | 2010 Compuware NHL Premiere Challenge |
| 2010. október 6. | Arena Rīga               | Dinamo Riga              | 1–3      | Phoenix Coyotes     | 2010 Compuware NHL Premiere Challenge |
| Összesen         | 3 mérkőzés               | 1 győzelem               | 9–10     | 2 győzelem          |                                       |

## Lásd még
- National Hockey League
- Kontinentális Jégkorong Liga

## Külső hivatkozások
- KHL versus NHL official website (angolul)
- A list of all international NHL games on the IIHF website (angolul)